# Zarmanochegas
 (mai 2024).
La mise en forme du texte ne suit pas les recommandations de Wikipédia : il faut le « wikifier ».
Les points d'amélioration suivants sont les cas les plus fréquents. Le détail des points à revoir est peut-être précisé sur la page de discussion.
- Les titres sont pré-formatés par le logiciel. Ils ne sont ni en capitales, ni en gras.
- Le texte ne doit pas être écrit en capitales (les noms de famille non plus), ni en gras, ni en italique, ni en « petit »…
- Le gras n'est utilisé que pour surligner le titre de l'article dans l'introduction, une seule fois.
- L'italique est rarement utilisé : mots en langue étrangère, titres d'œuvres, noms de bateaux, etc.
- Les citations ne sont pas en italique mais en corps de texte normal. Elles sont entourées par des guillemets français : « et ».
- Les listes à puces sont à éviter, des paragraphes rédigés étant largement préférés. Les tableaux sont à réserver à la présentation de données structurées (résultats, etc.).
- Les appels de note de bas de page (petits chiffres en exposant, introduits par l'outil «  Source ») sont à placer entre la fin de phrase et le point final[comme ça].
- Les liens internes (vers d'autres articles de Wikipédia) sont à choisir avec parcimonie. Créez des liens vers des articles approfondissant le sujet. Les termes génériques sans rapport avec le sujet sont à éviter, ainsi que les répétitions de liens vers un même terme.
- Les liens externes sont à placer uniquement dans une section « Liens externes », à la fin de l'article. Ces liens sont à choisir avec parcimonie suivant les règles définies. Si un lien sert de source à l'article, son insertion dans le texte est à faire par les notes de bas de page.
- La présentation des références doit suivre les conventions bibliographiques. Il est recommandé d'utiliser les modèles {{Ouvrage}}, {{Chapitre}}, {{Article}}, {{Lien web}} et/ou {{Bibliographie}}. Le mode d'édition visuel peut mettre en forme automatiquement les références.
- Insérer une infobox (cadre d'informations à droite) n'est pas obligatoire pour parachever la mise en page.

Pour une aide détaillée, merci de consulter Aide:Wikification.
Si vous pensez que ces points ont été résolus, vous pouvez retirer ce bandeau et améliorer la mise en forme d'un autre article.
 (Janvier 2023).
Zarmanochegas (en grec moderne : Ζαρμανοχηγάς ; selon Strabon) ou Zarmarus (selon Dio Cassius ) fut un gymnosophe, un moine de la tradition Sramana qui, selon des historiens anciens comme Strabon et Dion Cassius, rencontra Nicolas de Damas à Antioche dans les premières années du règne d'Auguste sur l'Empire romain, et se rendit peu après à Athènes où il s'immola par le feu, vers 19 avant J.C selon les estimations,.

## L'ambassade de Barygaza

L'inscription sur la tombe de Zarmanochegas à Athènes indique qu'il venait de Barygaza, aujourd'hui la ville de Bharuch. Ce port, nommé sur la carte Barigaza, sur le golfe de Khambhat, facilitait le commerce avec l'ancienne Axoum, l'Égypte, l'Arabie et les routes commerciales mer-terre via la vallée du Tigre-Euphrate et la Rome antique.

Nicolas de Damas décrit une ambassade envoyée par le roi indien Porus (ou Pandion, Pandya ou Pandita (bouddhisme) )[réf. nécessaire]</link> à César Auguste, contenant une lettre diplomatique en grec, sur parchemin. Il rencontra ainsi l'ambassade à Antioche (près d'Antakya en Turquie actuelle), ce qui fut relaté par Strabon (XV,1,73) et Dion Cassius (liv, 9). L'auto-immolation du moine fit sensation et fut citée par ces deux mêmes personnes ( Hist 54.9). Dion Cassius mentionne que Sramana se jeta au feu « soit parce qu'étant de la caste des sages, il était pour cette raison mû par l'ambition, soit, conformément à la coutume traditionnelle des Indiens, parce que de vieillesse ou parce qu'il souhaitait faire une démonstration au profit d'Auguste et des Athéniens (car Auguste était arrivé à Athènes)». Selon Dion Cassius (54.9.8), Auguste rencontra une délégation indienne alors qu'il passait l'hiver à Samos (20/19 av. J.-C.). D'autres mentionnent une ambassade indienne. Ainsi Priaulx note que le poète Horace fait également allusion à une mission venant de cette contrée (Carmen Seculare 55, 56, écrite en 17 av. J.-C. ; Ode 14, L.iv, 13 av. J.-C. et Ode 12, L. i, 22 av. J.-C.) ou encore Suétone et Florus. Auguste lui-même (Res Gestae Divi Augusti, 31) note que « des ambassades m'étaient souvent envoyées par les rois de l'Inde, chose jamais vue auparavant dans le camp d'aucun général romain ».

## Auto-immolation et tombeau à Athènes

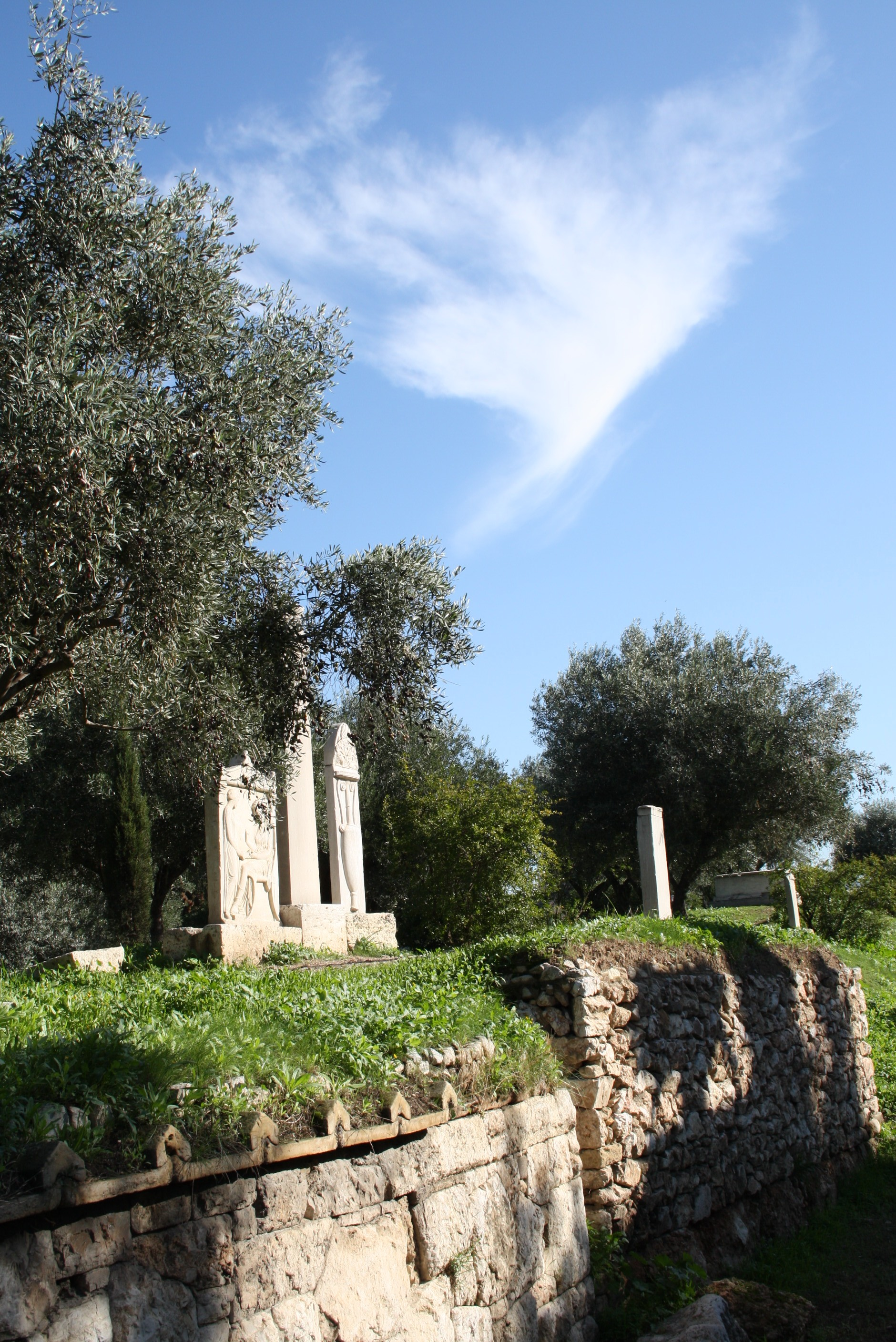
Cimetière de Keramikos, Athènes - le tombeau de Zarmanochegas était bien connu à Athènes selon Plutarque.

Le sramana fut enterré et reçu un tombeau, encore visible au temps de Plutarque (mort en 125 apr. J.-C.). Il portait alors la mention « ΖΑΡΜΑΝΟΧΗΓΑΣ ΙΝΔΟΣ ΑΠΟ ΒΑΡΓΟΣΗΣ » (Zarmanochēgas indos apo Bargosēs – Zarmanochegas, Indien de Bargosa). Plutarque, dans sa Vie d'Alexandre, après avoir discuté de l'auto-immolation de Calanus de l'Inde ( Kalanos ), écrit :
Une chose semblable fut commise, par un Indien également, qui vint avec César à Athènes, ville où l'on vous montre encore « le monument de l'Indien ».
Le récit de Strabon (mort en 24 apr. J.-C.) dans Geographia xv,i,4 dit ainsi:
On envoya d'une contrée de l'Inde et de son roi qui se nommait selon certains Pandian ou, selon d'autres, Porus, des présents et des ambassades à Auguste César. Avec les ambassadeurs vint un gymnosophe indien, qui s'engagea dans les flammes à Athènes comme le fit  Calanus en présence d'Alexandre.
Strabon ajoute (à XV, I, 73)
A ces récits s'ajoute celui de Nicolas Damascène, déclarant avoir rencontré à Antioche, près de Daphné des ambassadeurs indiens envoyés auprès d'Auguste César, dont trois seulement ont survécu. La mort des autres fut principalement due à la longueur du voyage. La lettre était écrite en grec sur une peau. Cela signifiait que l'auteur était Porus et que malgré sa souveraineté sur six cents rois, il estimait importante l'amitié de César. En somme, il était prêt à lui permettre un passage dans la partie de son pays qui lui plaisait et à l'aider dans chacune de ses justes entreprises. Huit serviteurs nus, mis à part une  ceinture à la taille, et embaumés de parfums, présentaient les présents apportés, à savoir un Hermès (c'est-à-dire un homme) né sans armes, que j'ai vu, de grands serpents dont un long de dix coudées, une tortue de rivière de trois coudées de longueur et une perdrix plus grosse qu'un vautour. Ils étaient accompagnés de celui qui s'est dit-on brûlé vif à Athènes, ce qui est la pratique des personnes en détresse, qui y trouvent un moyen d'échapper à leurs malheurs, ainsi qu'à des individus vivant au contraire de manière bienheureuse, comme ce fut le cas de cet homme. Car comme tout lui avait réussi jusqu'ici, il crut nécessaire de partir, de peur qu'une calamité inattendue ne lui arrive en continuant à vivre. C'est donc avec un sourire, nu, oint et la ceinture autour de la taille, qu'il sauta sur le bûcher. Sur sa tombe se trouvait cette inscription :
ZARMANOCHEGAS, UN INDIEN, ORIGINAIRE DE BARGOSA, S'ETANT IMMOLE SELON LA COUTUME DE SON PAYS, REPOSE ICI,.

Dion Cassius, relève quant à lui que : 
De nombreuses ambassades lui vinrent et les peuples indiens dont les diverses démarches avaient alors réussi, voulaient conclurent maintenant un traité d'amitié par l'envoi de cadeaux, entre autres plusieurs tigres, dont la vue étaient jusqu'alors inconnue des Romains et de moi-même. Pensez ce qu'il doit en être des Grecs. L'un des Indiens, Zarmarus, désirait mourir pour une raison inconnue de moi. Soit parce qu'étant de la caste des sages, il était mû par l'ambition, soit, conformément à la coutume traditionnelle des Indiens, à cause de sa vieillesse. Peut-être, simplement, voulait-il ainsi divertir Auguste et les Athéniens (car Auguste était arrivé à Athènes). Il fut donc initié aux mystères des deux déesses, qui furent tenus hors de propos à cause, dit-on, d'Auguste, qui était aussi un initié, et il se jeta alors vivant dans le feu.
Les mystères des deux déesses dont parle Dion Cassius sont ceux d'Éleusis (Ἐλευσίνια Μυστήρια) : des cérémonies d'initiation de l'antiquité préhistorique axées sur l'immortalité et organisées en l'honneur de Déméter et Perséphone, et basées à Eleusis dans la Grèce antique. Auguste devint initié en 31 av. J.-C. et de nouveau en 19 av. J.-C. (Cassius Dio 51.4.1 et 54.9.10).
Les érudits modernes ont alors tentés, sur la base des différentes façons dont Strabon et Dio Cassio rendent le nom (Zarmanochegas, Zarmarus), d'interpréter la version que donne Strabon comme une combinaison de deux mots différents qui pourraient alors nous donner davantage d'information sur le personnage (voir ci-dessous sous « Interprétation de l'inscription en ce qui concerne l'appartenance religieuse »), posant ainsi la question de l’état de l’inscription funéraire à différentes époques du passé.

## Interprétation de l'inscription en ce qui concerne l'appartenance religieuse
L'américain Charles Eliot, dans son ouvrage Hindouisme et bouddhisme : une esquisse historique (1921), écrit que le nom Zarmanochegas « contient peut-être les deux mots sramana et acarya ». McCrindle en déduisit en 2004 que Zarmanochegas était un prêtre ou un ascète bouddhiste,.

HL Jones (2006) interprète l'inscription comme mentionnée par Strabon et voit, au lieu d'un nom, deux mots au début :
Le maître Sramana, Indien originaire de Bargosa, repose ici depuis qu'il se fut immortalisé selon la coutume de son pays.
en 1833, Groskurd interpréta  Zarmanochegas comme Zarmanos Chanes, voulant ainsi dire "sage indien" ( indischer Weiser ).
En 1873, Priaulx traduit, lui, le nom en sanskrit par çramanakarja (« professeur des chamans ») en ajoutant que « cela le désigne comme de foi bouddhiste, mais également comme prêtre; sérieux dans sa foi, qui plus est, comme sa mort le prouve.
En 2015, Halkias situe Zarmanochegas comme appartenant à une lignée de sramanas bouddhistes qui avaient adopté la coutume de s’immoler par le feu.